# QRIO

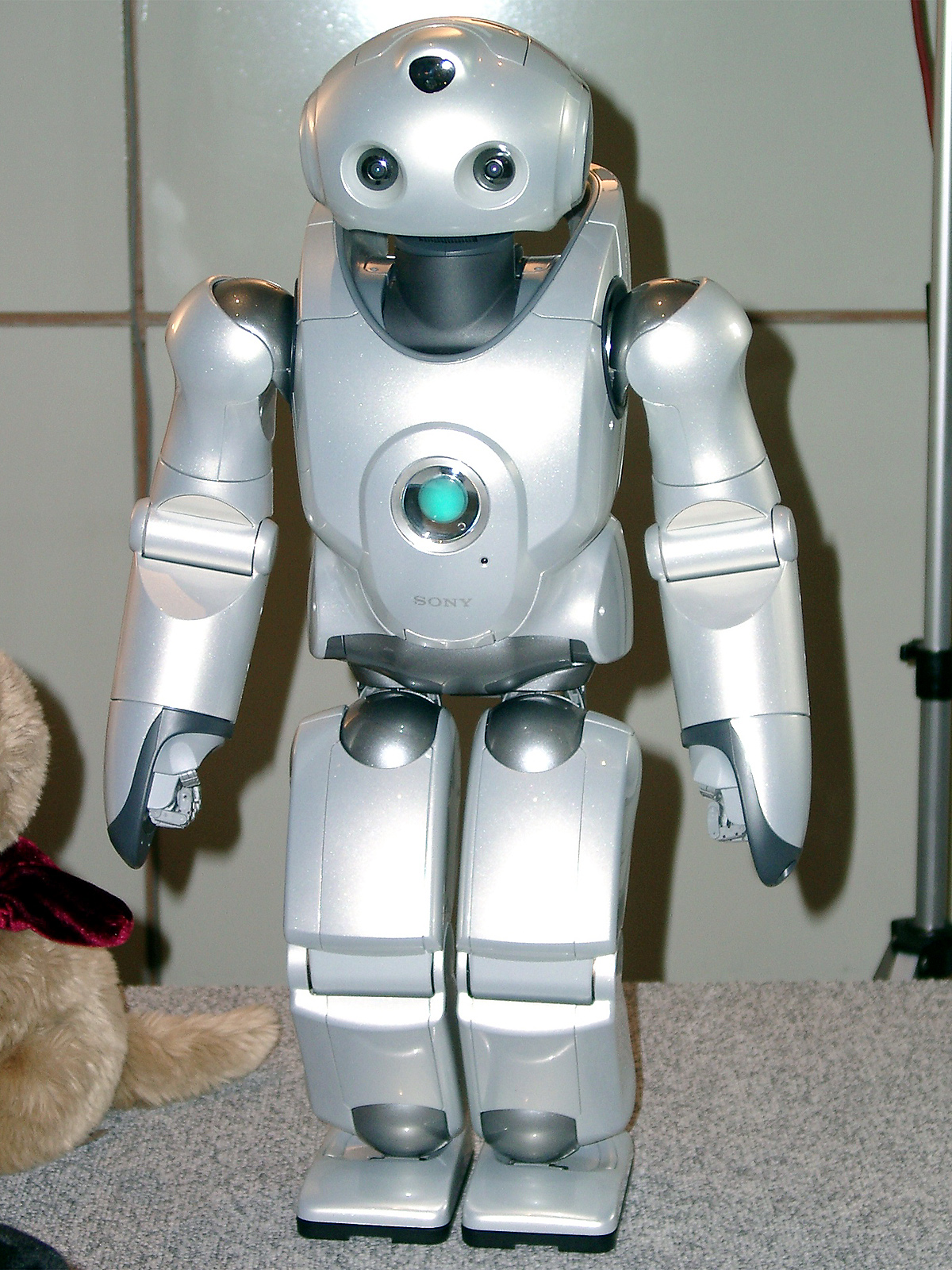
QRIO

QRIO je humanoidní robot společnosti SONY.
Je následovníkem robota s označením SDR-4x.
Dokáže kráčet po různých površích a tančit, jako první robot dokázal běžet a poskakovat. Pro dosažení plynulosti pohybů a malých rozměrů byl vyvinut speciální servomotor Intelligent Servo Actuator ISA. ISA systém disponuje i senzory, jejichž úkolem je zjišťovat v jaké pozici se nacházejí jednotlivé klouby a speciálním řídícím procesorem.
Při "statickém pohybu" se využívá ke stabilizaci robota umístění jeho těžiště tak, aby kolmice, která jím prochází směrem k zemi byla v rámci nohy na jejímž robot stojí, nebo mezi jeho nohama, s cílem robota stabilizovat. Dynamická chůze je doprovázena pohyby, při jejichž těžiště robota nemusí být nutně v tzv. zóně stability, protože v úvahu se bere dynamika pohybu a síly gravitace se vyrovnávají s odstředivými silami pohybu. Mluví se o tzv. Zero Moment Point. QRIO podobně jako člověk využívá "dynamický typ pohybu".
Robot disponuje senzory v chodidlech, které mu umožňují detekovat typ povrchu, pomocí tlaku, kterým povrch na robota působí. Díky tomu je schopen detekovat skokové změny výšky povrchu až do 1 cm nebo šikmou plochu až do 10 stupňů a přizpůsobit se jim.
QRIO dokáže rozeznat mechanický tlak, který je na něj vyvíjen a udělá krok směrem, ve kterém je na něj tlačeno s cílem zachovat svou stabilitu a předejít pádu. Dokáže se přizpůsobit tlaku, který přichází zepředu, zezadu, zleva a zprava. Pokud vyhodnotí situaci tak, že pád je nezbytný, přizpůsobí se situaci a ve směru pádu natáhne ruce. Řídící systém uvolní servomotory, aby lépe absorbovaly pád. Následně robot zjistí svou pozici, obrátí se tváří nahoru a dokáže sám vstát.
QRIO disponuje dvěma kamerami a stereoskopickým viděním. Je schopen rozeznávat tváře lidí, přičemž si je pamatuje. Analogicky je schopen rozeznat i lidské hlasy. V hlavě má namontovaných sedm mikrofonů a umí nejen rozeznávat slova ale i určovat směr, odkud zvuk přichází. Dokáže také odpovědět, jeho slovník obsahuje desítky tisíc slovíček. Je schopen dialogu a zapamatuje si některé informace o člověku se kterým se mluví.
Disponuje emocemi, které je schopen navenek projevovat.